# Альбания (Какета)
Альба́ния — муниципалитет и город в колумбийском департаменте Какета.

## История
Первым поселенцем на территории современного муниципалитета Альбания был Венсеслао Муньос (исп. Wenceslao Muñoz), основавший в 1932 году гостиницу для погонщиков мулов и добытчиков каучука, бродивших по джунглям южной части департамента Какета. В 1950 году в соответствии с указом алькальда была образована деревня Фрагуа-Чорросо (исп. Fragua Chorroso), входившая в муниципалитет Белен-де-лос-Андакиес. Через девять лет, в 1959 году, для устранения неразберихи в омонимичных топонимах Фрагуа (исп. Fragua), Фрагуита (исп. Fraguita) и Фрагуа-Чорросо, название деревни было изменено на Альбания (исп. Albania). В 1967 году деревня Альбания была преобразована в немуниципальный район (исп. corregimiento), первым алькальдом был избран Игнасио Антури (исп. Ignacio Anturí). В 1985 году, благодаря достаточному экономическому потенциалу, немуниципальный район Альбания был выделен из муниципалитета Белен-де-лос-Андакьес в независимый муниципалитет.

## Население
Несмотря на стабильный рост доли городского населения в течение тридцати лет, оно составляет меньшую часть населения муниципалитета — 25,4 % (1999). Распределение населения по полу равномерное — около 52 % населения составляют мужчины, около 48 % — женщины. Распределение населения по возрасту показывает, что наибольшую часть населения муниципалитета составляет молодёжь, наименьшую — пожилые люди. На территории муниципалитета располагается резервация коренного населения Лос-Пихаос площадью 117,87 гектара.
| 2005  | 2006  | 2007  | 2008  | 2009  | 2010  | 2011  | 2012  |
| ----- | ----- | ----- | ----- | ----- | ----- | ----- | ----- |
| 6394  | ↗6399 | ↗6403 | ↗6412 | ↘6407 | ↗6422 | ↗6424 | ↘6419 |
| 2013  | 2014  | 2015  | 2016  | 2017  | 2018  | 2019  | 2020  |
| ↗6429 | ↘6428 | ↗6430 | ↗6432 | ↗6435 | ↘6434 | ↘6432 | ↘6429 |

## География
Муниципалитет располагается в Андском и Амазонском субрегионах, в бассейнах рек Фрагуа-Чорросо и Сан-Педро (исп. San Pedro) — притоков реки Ортегуаса, которая впадает в реку Какета, один из притоков Амазонки. Центр муниципалитета находится на высоте 407 метров над уровнем моря. Средняя температура — 28 °C, относительная влажность — 85,9 %, среднее число солнечных часов в году — 1445,9.
На севере граничит с муниципалитетами Сан-Хосе-дель-Фрагуа и Белен-де-лос-Андакьес, на востоке — с муниципалитетом Белен-де-лос-Андакьес, на западе — с муниципалитетами Сан-Хосе-дель-Фрагуа и Курильо, на юге — с муниципалитетами Курильо и Вальпараисо.

## Экология
На территории муниципалитета располагается 3958 гектаров леса на предгорьях и холмах, 2330 гектаров леса на аллювиальных равнинах, а также 18 200 гектаров бассейна реки Фрагуа-Чорросо.

## Экономика
Основным направлением экономики муниципалитета является животноводство. Несмотря на то что растениеводство не развито из-за отсутствия подходящих условий, важными направлениями экономики являются добыча каучука и производство панелы. Бо́льшая часть городского населения занята в торговле и сфере услуг, сельского — в животноводстве.